# Templo de Atenea Calcieco
El Templo de Atenea Calcieco  fue un antiguo templo griego dedicado a la diosa Atenea en la ciudad de Esparta, Grecia. Estaba situado en la acrópolis.

## Historia
Atenea Calcieco era la patrona de la ciudad de Esparta. Su templo era uno de los santuarios más importantes de la ciudad. Según la mitología griega, la construcción del templo fue iniciada por Tindáreo. Sin embargo, el templo quedó inacabado y no se terminó hasta más tarde. Históricamente, se sabe que hubo un santuario en el emplazamiento del templo no más tarde del periodo geométrico, en el 700 a. C. Fue reconstruido en la época arcaica en el 500 a. C. Se dice que el diseñador original del templo fue Baticles de Magnesia y el arquitecto y escultor Gitiadas como su finalizador o diseñador del nuevo templo.
El templo se acompañaba del festival anual Atineas. Incluía una procesión de espartanos con uniforme militar y una ofrenda bajo la supervisión de los éforos. Muchas otras festividades de la ciudad se celebraban también en sus alrededores.

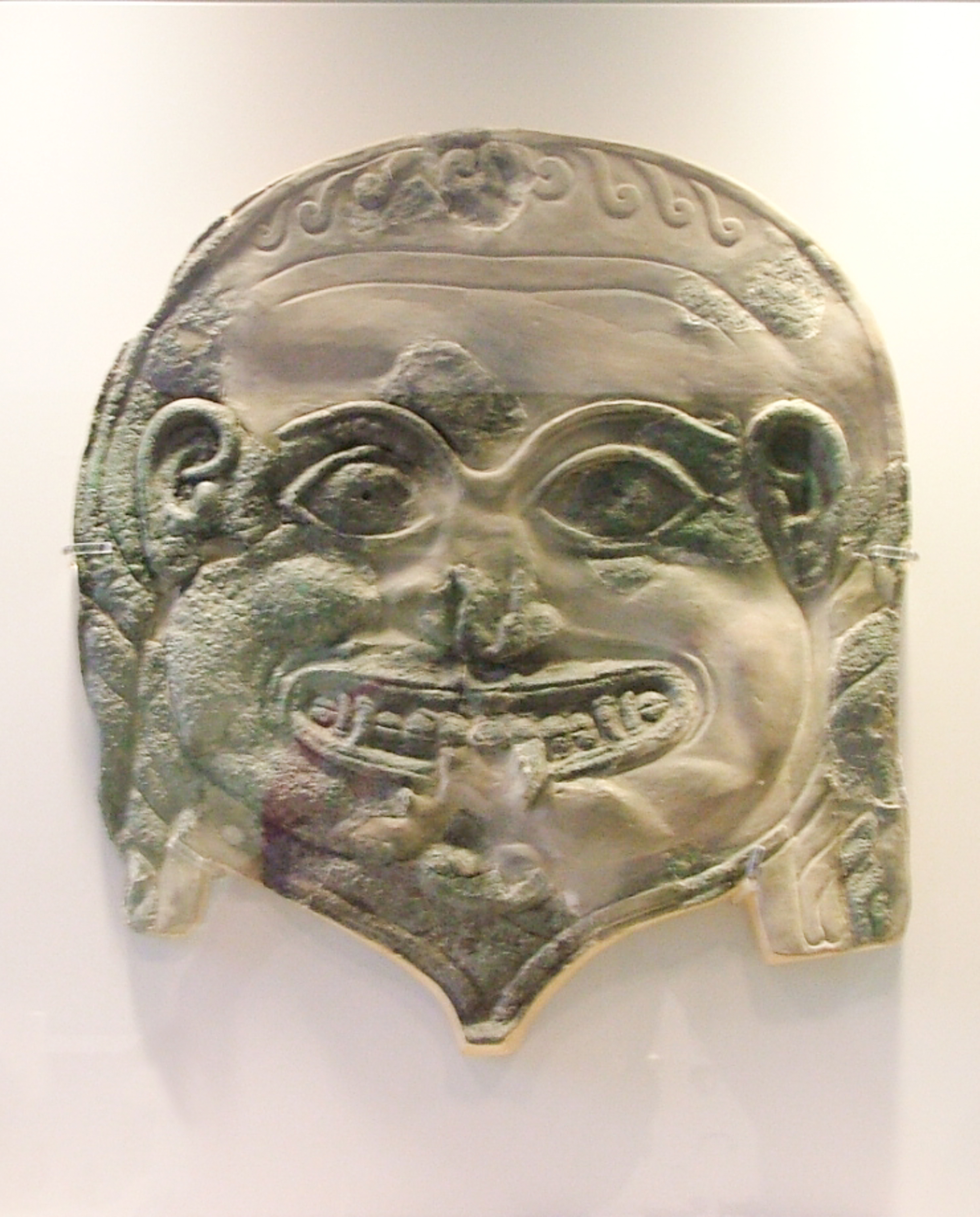
Cabeza de Gorgona. Decoración de bronce del templo. Museo Arqueológico Nacional de Atenas.

Tucídides cuenta que  el general Pausanias acudió al templo como refugiado tras ser acusado de conspirar con los persas. Los espartanos lo encerraron en el templo para que muriera de inanición. Sin embargo, lo sacaron del templo justo antes de su muerte en un intento de evitar el sacrilegio. También se refugiaron en el templo  Licurgo y Agis IV, entre otros.
En 1907, la Escuela Británica de Atenas llevó a cabo las excavaciones arqueológicas del templo.

## Descripción y hallazgos
Era probablemente de estilo dórico. Estaba situado en el extremo occidental de la relativamente baja acrópolis de Esparta, en su punto más alto, y al norte del posterior teatro romano de Esparta. Estaba rodeado por una amplia zona de santuario, el témenos, que también contenía otros santuarios, incluido un santuario independiente de Atenea Ergané. Alrededor del santuario había una estoa.
El interior del templo estaba decorado con placas de bronce, a la que también se hace referencia con el epíteto Calcieco, ‘la diosa que vive en la casa de bronce’. Las placas estaban ilustradas con temas mitológicos como las hazañas de Heracles, las aventuras de los Dioscuros, Hefesto liberando a su madre de las cadenas, las ninfas armando a Perseo contra Medusa, y Poseidón y Anfitrite, entre otros. El templo también contenía una o varias estatuas de bronce que representaban el nacimiento de Atenea] de la cabeza de Zeus. Las esculturas y placas de bronce también fueron probablemente obra de Gitiadas.
En el exterior del templo estaba situado el altar, en el que había dos estatuas de Pausanias, encargadas por el Oráculo de Delfos para expiar su suerte, y estatuas de Afrodita Ambologera (en griego antiguo: Ἀμβολογήρα, ‘la que pospone la vejez’) Cerca del templo se encontraba también la tumba de Pausanias.
Se han encontrado pocos restos del templo, aparte de varias placas de bronce, algunas de ellas con clavos, y decoraciones de bronce. Su emplazamiento se ha deducido a partir de estos y otros indicios hallados durante las excavaciones, como numerosos exvotos. En las ruinas del templo también se ha encontrado una gran cantidad de cerámica del periodo protogeométrico en adelante, del periodo clásico, incluidas partes de ánforas panatenaicas, vasijas de bronce y objetos de marfil, y una escultura de mármol del periodo arcaico conocida como Leónidas I, que se encuentra en el Museo Arqueológico de Esparta.